# 伊索卡縣

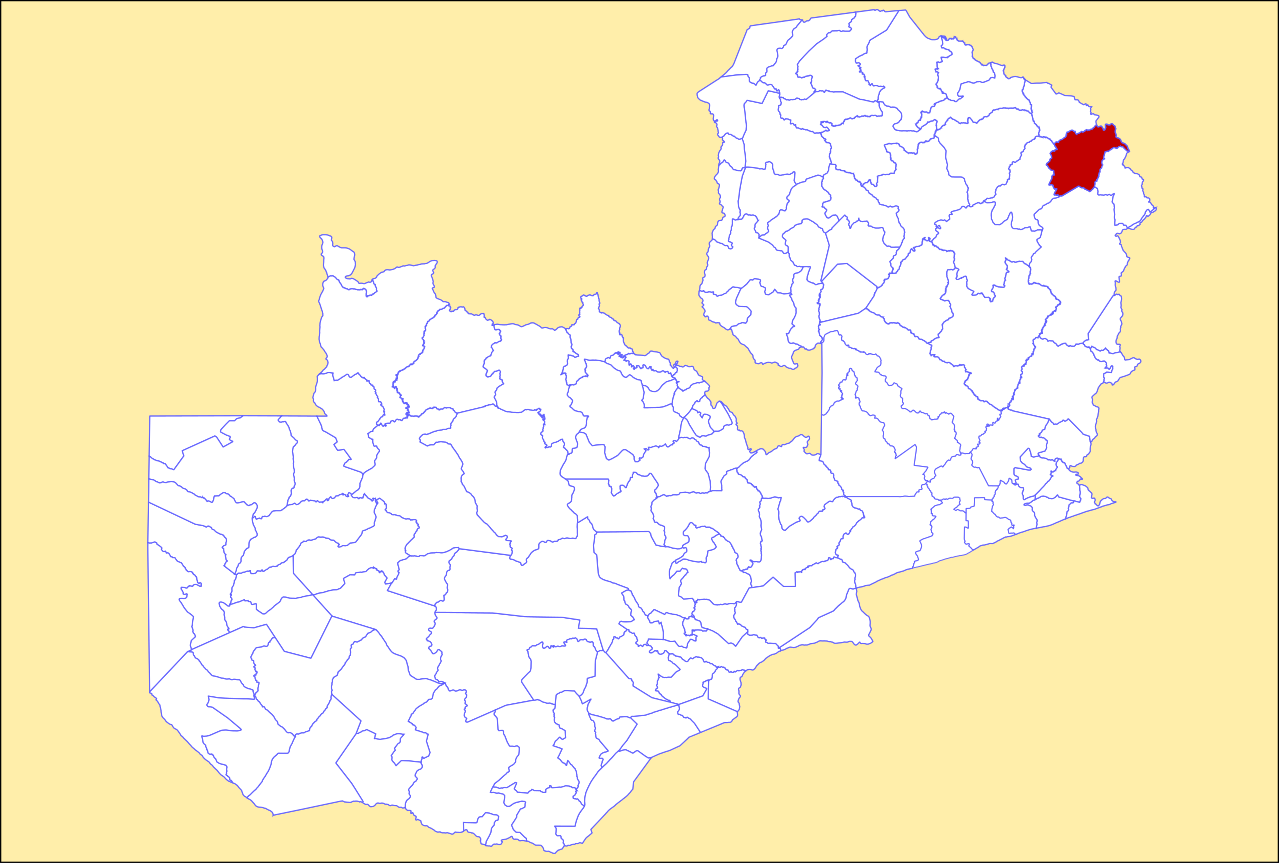

10°00′S 33°00′E / 10.000°S 33.000°E
伊索卡縣（英語：Isoka District），是贊比亞的縣份，位於該國東北部，由穆欽加省負責管轄，首府設於伊索卡，面積5,091平方公里，2010年人口72,189，人口密度每平方公里14.2人。